# Flinders Island, Western Australia
Flinders Island är en ö i Australien. Den ligger i delstaten Western Australia, omkring 280 kilometer söder om delstatshuvudstaden Perth.